# 卡夏普·帕鲁帕利
卡夏普·帕鲁帕利（英語：Kashyap Parupalli，1986年9月8日—），或譯作卡什亚普，印度男子羽毛球運動員，專長單打項目。其妻子為羽毛球運動員塞娜·内维尔。

## 簡歷
1997年，卡夏普·帕鲁帕利在家鄉海得拉巴參加夏令營時，首次接觸羽毛球運動；至2000年首次參加國內的羽毛球比賽。
2010年11月，卡夏普·帕鲁帕利代表印度出戰廣州亞運會，參加羽毛球比賽的男子單打和團體項目。

### 2012年倫敦奧運八強
2012年7月，卡夏普·帕鲁帕利代表印度出戰英國倫敦舉行的奥林匹克运动会羽毛球比賽男子單打項目，在小組賽階段先後擊敗比利時的谭雨涵和越南名將阮進明，以冷门姿態晉級淘汰賽；更在首輪賽事以2比1（21-14、15-21、21-9）擊敗斯里蘭卡的尼卢卡·卡鲁纳拉特纳晉級8強。卡夏普·帕鲁帕利在半準決賽的對手是賽事頭號種子、馬來西亞的李宗伟；帕鲁帕利曾在第一局一度以9-6领先，但随后被李宗伟力追至18-18，最终還以19-21先失一局；至第二局，對手李宗伟漸入状态，更多次大力劈扣得分；最终，帕鲁帕利以11-21再敗一局，8強止步。

### 2013年世錦賽晉八強
2013年8月，卡夏普·帕鲁帕利參加中國廣州舉行的世界羽毛球錦標賽，以13號種子身分出戰男子單打項目。他先在首圈力克愛沙尼亞的劳尔·穆斯特，次圈因對手受傷而晉級；第三圈面對6號種子、香港的胡贇，亦以2比0（21-13、21-16）勝出；但至半準決賽，他在力戰下終以1比2（21-16、20-22、15-21）反負於3號種子、中國的杜鹏宇，8強止步。

### 2014年世錦賽
2014年8月，卡夏普·帕鲁帕利參加丹麥哥本哈根舉行的世界羽毛球錦標賽，出戰男子單打項目。首圈以2-1力克德國選手迪特尔·杜马克晉級，但在第二圈就以0比2（12-21、9-21）不敵頭號種子、馬來西亞的李宗伟出局。

### 2015年世錦賽
2015年8月，卡夏普·帕鲁帕利參加印尼雅加達舉行的世界羽毛球錦標賽，以10號種子身分出戰男子單打項目。他在首圈以2-0擊敗荷蘭選手埃里克·迈斯晉級，但在第二圈就以1比2（21-17、13-21、18-21）不敵越南的阮進明出局。

## 主要比賽成績
只列出曾進入準決賽的國際賽事成績：
| 年份   | 賽事                   | 公開賽級別 | 項目     | 成績   |
| ------ | ---------------------- | ---------- | -------- | ------ |
| 2008年 | 荷蘭羽毛球大獎賽       | 大獎賽     | 男子單打 | 準決賽 |
| 2009年 | 樂魚羽毛球國際系列賽   | 國際系列賽 | 男子單打 | 亞軍   |
| 2009年 | 西班牙羽毛球公開賽     | 國際挑戰賽 | 男子單打 | 亞軍   |
| 2010年 | 印度羽毛球黃金大獎賽   | 黃金大獎賽 | 男子單打 | 準決賽 |
| 2010年 | 新加坡羽毛球超級賽     | 超級賽     | 男子單打 | 準決賽 |
| 2010年 | 印度羽毛球大獎賽       | 大獎賽     | 男子單打 | 準決賽 |
| 2012年 | 奧地利羽毛球國際挑戰賽 | 國際挑戰賽 | 男子單打 | 準決賽 |
| 2012年 | 印度羽毛球超級賽       | 超級賽     | 男子單打 | 準決賽 |
| 2012年 | 印尼羽毛球首要超級賽   | 首要超級賽 | 男子單打 | 準決賽 |
| 2012年 | 印度羽毛球黃金大獎賽   | 黃金大獎賽 | 男子單打 | 冠軍   |
| 2014年 | 瑞士羽毛球黃金大獎賽   | 黃金大獎賽 | 男子單打 | 準決賽 |
| 2014年 | 英聯邦運動會羽毛球比賽 | 其他       | 男子單打 | 金牌   |
| 2014年 | 丹麥羽毛球首要超級賽   | 首要超級賽 | 男子單打 | 準決賽 |
| 2015年 | 印度羽毛球黃金大獎賽   | 黃金大獎賽 | 男子單打 | 冠軍   |
| 2015年 | 新加坡羽毛球超級賽     | 超級賽     | 男子單打 | 準決賽 |
| 2015年 | 印尼羽毛球首要超級賽   | 首要超級賽 | 男子單打 | 準決賽 |
| 2016年 | 亞洲羽毛球團體錦標賽   | 其他       | 男子團體 | 季軍   |
| 2016年 | 韓國羽毛球大師賽       | 大獎賽     | 男子單打 | 準決賽 |
| 2017年 | 美國羽毛球黃金大獎賽   | 黃金大獎賽 | 男子單打 | 亞軍   |
| 2018年 | 奧地利羽毛球公開賽     | 國際挑戰賽 | 男子單打 | 冠軍   |
| 2019年 | 印度羽毛球公開賽       | 超級500賽  | 男子單打 | 準決賽 |
| 2019年 | 加拿大羽毛球公開賽     | 超級100賽  | 男子單打 | 亞軍   |
| 2019年 | 韓國羽毛球公開賽       | 超級500賽  | 男子單打 | 準決賽 |

| 2007-2017年 | 首要超級賽 | 超級賽 | 黃金大獎賽 | 大獎賽 | 國際挑戰賽 | 國際系列賽 | 未來系列賽 | 其他 |

| 2018-2026年 | 總決賽 | 超級1000賽 | 超級750賽 | 超級500賽 | 超級300賽 | 超級100賽 | 國際挑戰賽 | 國際系列賽 | 未來系列賽 | 其他 |

### 奧運會和世錦賽參賽紀錄
|          | 2009 | 2010 | 2011 | 2012 | 2013 | 2014 | 2015 |
| -------- | ---- | ---- | ---- | ---- | ---- | ---- | ---- |
| 男子單打 | 32強 | 32強 | 32強 | 8強  | 8強  | 32強 | 32強 |

## 個人生活
2018年12月，卡夏普·帕鲁帕利跟女友暨國家隊隊友塞娜·内维尔結婚。